# پیدایش صهیونیسم
پیدایش صهیونیسم یک مجموعهٔ تلویزیونی به کارگردانی ناصر یوسفی‌نژاد است که در سال ۱۳۶۳ تولید و از شبکه ۱  پخش گردید.

## خلاصه داستان
این مجموعه تلویزیونی که دربارهٔ نحوهٔ پیدایش و شکل‌گیری صهیونیسم است، با سخنان «تئودور هرتسل» در «کنگرهٔ بازل» (اولین کنگرهٔ سازمان جهانی صهیونیسم در سال ۱۸۹۷) آغاز می‌شود و تا تشکیل حکومت اسرائیل در منطقۀ فلسطین ادامه می‌یابد و پرده از راز همکاری صهیونیسم با نازی‌های آلمان برمی‌دارد.

## بازیگران
- غلامحسین لطفی
- مسعود رایگان
- محمود اشرف‌آبادی
- ناصر یوسفی‌نژاد
- هرمز سیرتی
- حمید برقشی